# Länsväg 100

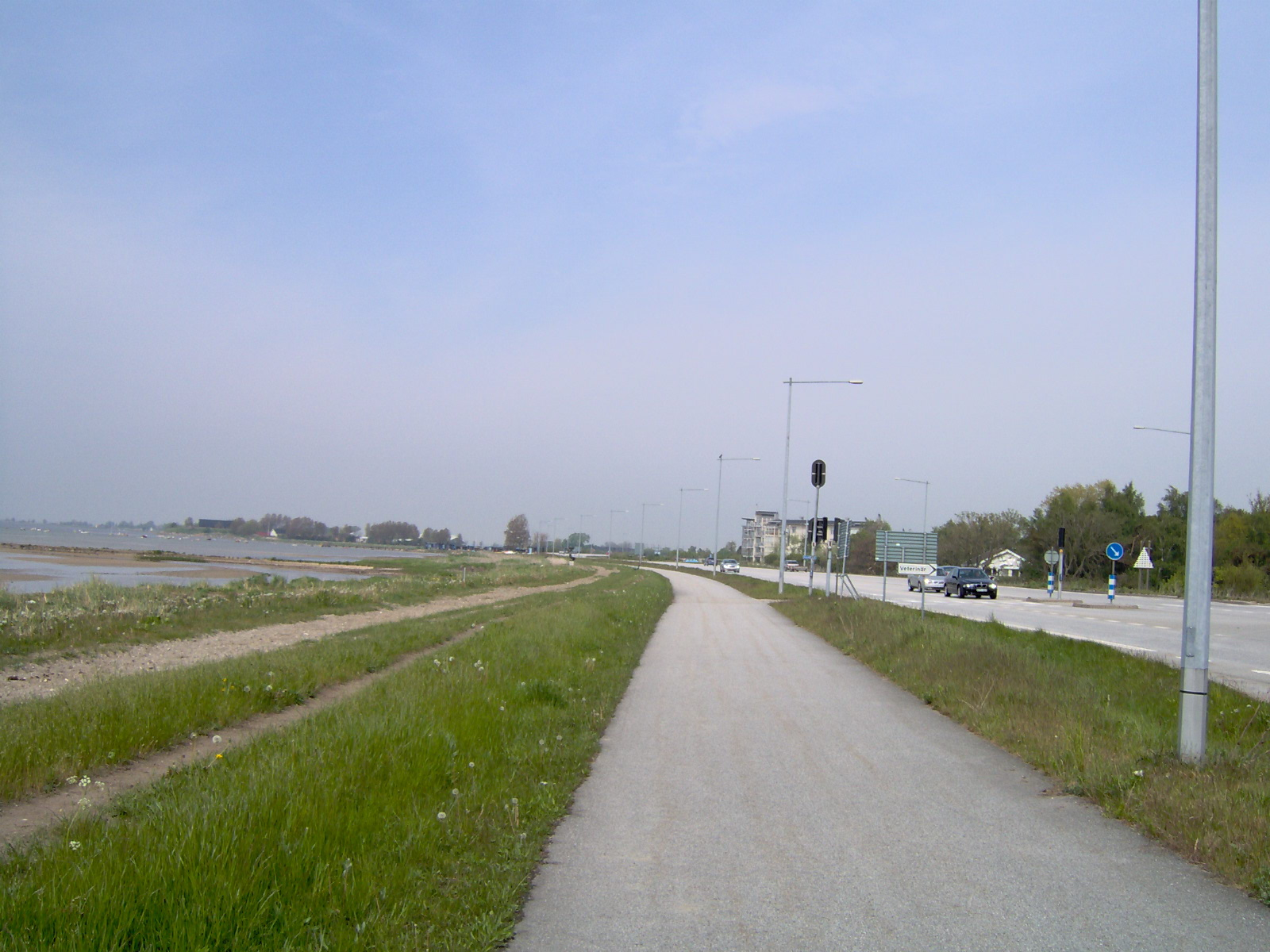
Länsväg 100 mot Vellinge utanför Höllviken

Länsväg 100 är en svensk länsväg som sträcker sig från Skanör, via Ljunghusen och Höllviken, mot Vellinge och slutar som motortrafikled som mynnar i E6/E22 mot Malmö.
Mellan Skanör och Ljunghusen är den en 2+1-väg med 80 km/h som hastighetsbegränsning, och omges på den sträckan av Skanörs ljung.  Vägen utgör den enda vägförbindelsen mellan Falsterbonäset och övriga fastlandet. Genom Ljunghusen är den en genomfartsväg, med hastighetsbegränsning 50 km/h, den fortsätter över Falsterbokanalen, och går längs med stranden mot Öresund fram till Höllvikens slut. Här övergår vägen till så kallad 2+1-väg, efter Trafikplats Kungstorp blir den en motortrafikled, och mynnar ett par kilometer längre fram ut i E6/E22 mot Malmö. Det är inte möjligt att svänga av på E6 söderut mot Trelleborg från väg 100. 
Då vägen utgör enda vägförbindelsen mellan Falsterbonäset och övriga fastlandet uppstår ofta köer i rusningstid men köer kan även uppstå utanför denna period. Andra orsak till köer är sommarturismen då många söker sig till Näsets badstränder och kanalöppningarna på Falsterbokanalen. Kanalbron öppnas varje heltimme mellan 0600 och 2200 under 15 april - 30 september utom 0800 och 1700, övrig tid på året endast morgon och kväll vid begäran: 

## Historia
Vägen fick nummer 30 när vägnummer infördes på 1940-talet. Då gick väg 100 Halmstad–Falkenberg. Numret mellan Skanör och Vellinge blev 100 vid reformen 1962. Motortrafikleden byggdes på 1970-talet och invigdes samtidigt med att E6 blev motorväg mellan Malmö och Vellinge 1972. 1991 byggdes ny väg på Falsterbobanans gamla sträckning längs med havet i Höllviken och samtidigt byttes bron över Falsterbokanalen ut mot en ny, öppningsbar bro. Innan 1991 utgjorde Falsterbovägen igenom Höllviken väg 100.

## Korsningar och trafikplatser
|                      | Nr | Namn                       | Skyltning                      |
| -------------------- | -- | -------------------------- | ------------------------------ |
|                      |    | Trafikplats Vellinge S     | Malmö (endast till/från Malmö) |
|                      |    | Trafikplats Kungstorp      | Vellinge, Kämpinge             |
| Landsväg till Skanör |    |                            |                                |
|                      |    | Bron över Falsterbokanalen | cirka 100 m, öppningsbar       |